# Museu Aberto de Arte Urbana de São Paulo
O Museu Aberto de Arte Urbana de São Paulo (MAAU-SP) constitui em um conjunto de 66 painéis de grafite instalados nos pilares que sustentam o trecho elevado da Linha 1-Azul  do Metrô de São Paulo, localizados no canteiro central da Avenida Cruzeiro do Sul entre as estações Santana e Portuguesa-Tietê, no distrito de  Santana, Zona Norte de São Paulo. Esta região da cidade é considerada como berço do grafite paulistano desde os anos 1980 e 1990. De acordo com seus organizadores é o primeiro Museu Aberto de Arte Urbana do Brasil e do mundo.
Foi elaborado a partir da prisão de onze grafiteiros no mesmo local por não possuírem autorização legal do Metrô. Segundo Binho, um dos organizadores: "Resolvemos pintar por nossa conta e aí o bicho pegou. Na delegacia, amadurecemos a ideia, rascunhamos um projeto e apresentamos à Secretaria de Estado da Cultura, ao presidente do Metrô e à diretora da SP-Urbanismo". Após a aprovação do projeto, foi criada uma parceria entre o Metrô, a Secretaria de Estado da Cultura, Paço das Artes e a Galeria Choque Cultural. A Secretaria do Estado da Cultura e o Metrô contribuíram com tinta e spray e revitalizaram as estruturas, os futuros painéis de 4 metros de altura.
| “ | Não existe outro lugar na cidade tão perfeito quanto este, ... aqui os artistas podem pintar tranquilamente e, principalmente, porque a zona norte é um dos berços do graffiti em São Paulo. | ” |

Iniciado no final do mês de setembro de 2011 o projeto contou com a presença de 58 artistas, como: Binho, Chivitz, Akeni, Minhau, Markone, Flip, Onesto, Zezão, Highraff, Presto e Anjo, a maioria residente na região norte. Nos dez dias de trabalho foram usadas três mil latas de spray especial e 40 latas de 18 litros de látex. A temática das obras é variada: natureza, vida urbana, periferia e uma homenagem à Frida Khalo. Além disso, visa a recuperação do centro de Santana, hoje degradado, e o desenvolvimento ações educativas em escolas da região, com o intuito de aproximar este público à arte urbana. As obras expostas nas colunas do museu serão trocadas anualmente.

## Artistas principais

### Binho Ribeiro
Fabio Luiz Santos Ribeiro, ou Binho Ribeiro como é conhecido, começou a desenhar quando pequeno e com a experiência que teve se tornou um dos maiores nomes de street art no Brasil e no mundo. O artista conquistou e continua conquistando respeito por onde passa: Santiago do Chile, Buenos Aires, Tóquio, Osaka, Paris, Los Angeles, Nova Iorque, Turim, Rochester, Cidade do Cabo, Hong Kong, Beijing, Amsterdam, Bruxelas, Beirute, Acra e muitos lugares do Brasil já foram palco para a arte de Binho. O skate e o hip hop foram suas maiores influências desde o início de sua carreira. Ele não conquistou seu grande nome somente por causa de seu talento, mas também porque foi um dos pioneiros nesse estilo de arte, começou em 1984. Ele não se limita somente em cenografias, Binho também fez artes para embalagens de produtos.
Hoje em dia Binho tem uma grife e loja chamada “3º Mundo”, além de diversos projetos como o MAAU e Graffiti Fine Art, que conta com uma Bienal Internacional. O artista também tem um livro  chamado “Binho – The International Graffiti Ambassador”. E é hoje um dos mentores na luta pela consolidação da cultura e arte de rua.

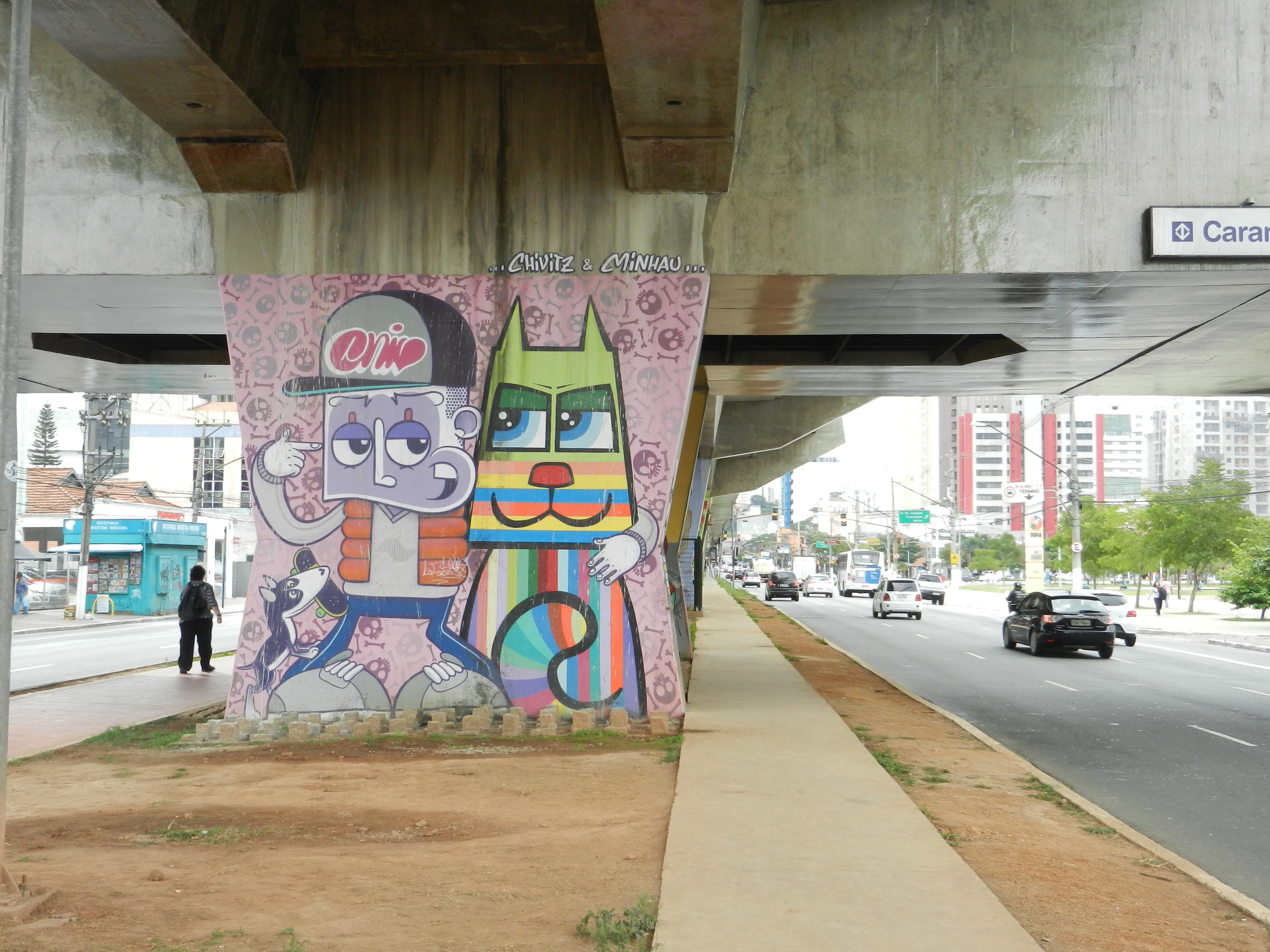
Desenho de Chivitz e Minhau

### Chivitz
Artista urbano que ganhou espaço no ambiente artístico-underground de São Paulo com trabalhos focados em grafiti e tatuagem, gerando trabalhos de autoria inconfundíveis. O autor possuí até mesmo cores nas quais ele baseia seus trabalhos como o lilás, por exemplo. Suas obras visam o estilo figurativo de pintura, seus trabalhos também possuem um claro jogo de opostos seja pelas cores usadas ou por suas temáticas.

### Flip
O artista faz parte de um grupo chamado Famiglia Baglione. Faz arte desde 1995, começou com o grafiti, mas depois desenvolveu sua arte para a área do ‘design’, a ilustração e as artes plásticas. Já expôs em diversos países como Inglaterra, Espanha e os Estados Unidos. Ele foi convidado pela Microsoft para fazer o design de alguns vídeos games para ficar fora do convencional.

### Highgraff
Desde 1997  Rafael Highgraff começou a fazer grafiti com suas cores vibrantes e linhas orgânicas, teve sua arte desenvolvida e mudada com o passar do tempo. Rafael é graduado em Design Gráfico, traz além do design gráfico, uma forte mistura de referências em seus desenhos, ele utiliza a geometria, o abstrato e o transcendental.
Seus desenhos são encontrados em paredes distribuídas pelas cidades, não só brasileiras, mas também as Holandesas. Ele foi convidado para o R.U.A que irá pintar paredes de um bairro mais humilde em Amsterdam na Holanda.

### Tinho
Walter Nomura, ou Tinho é um dos grandes nomes da arte de rua brasileira e faz parte da “velha guarda” do graffiti do país. Fez parte do grupo que deu início e fortaleceu o grafiti no Brasil. 
Desde novo andava de ‘skate’ e era influenciado pela cultura norte americana, também a época que trabalhou como Office boy o influenciou muito para a cultura do grafiti. 
Tinho concretizou a faculdade de Artes Plásticas na FAAP, onde elevou seu conhecimento artístico e essa mistura de aprendizado, da faculdade com a própria vivência o fez ter um estilo de arte diferente. Costuma desenhar bonecos coloridos que no que lhe concerne estão sempre na questão de problema de identidade. 
Além de fazer a street art, hoje em dia Tinho tem seu próprio atelier, onde pode se expressar de outras formas, como colagens. Mas há um ponto em comum entre os dois tipos de arte realizados pelo artista, o tema, sendo: a auto-destruição humana, a guerra pelo poder e tudo relacionado ao assunto.

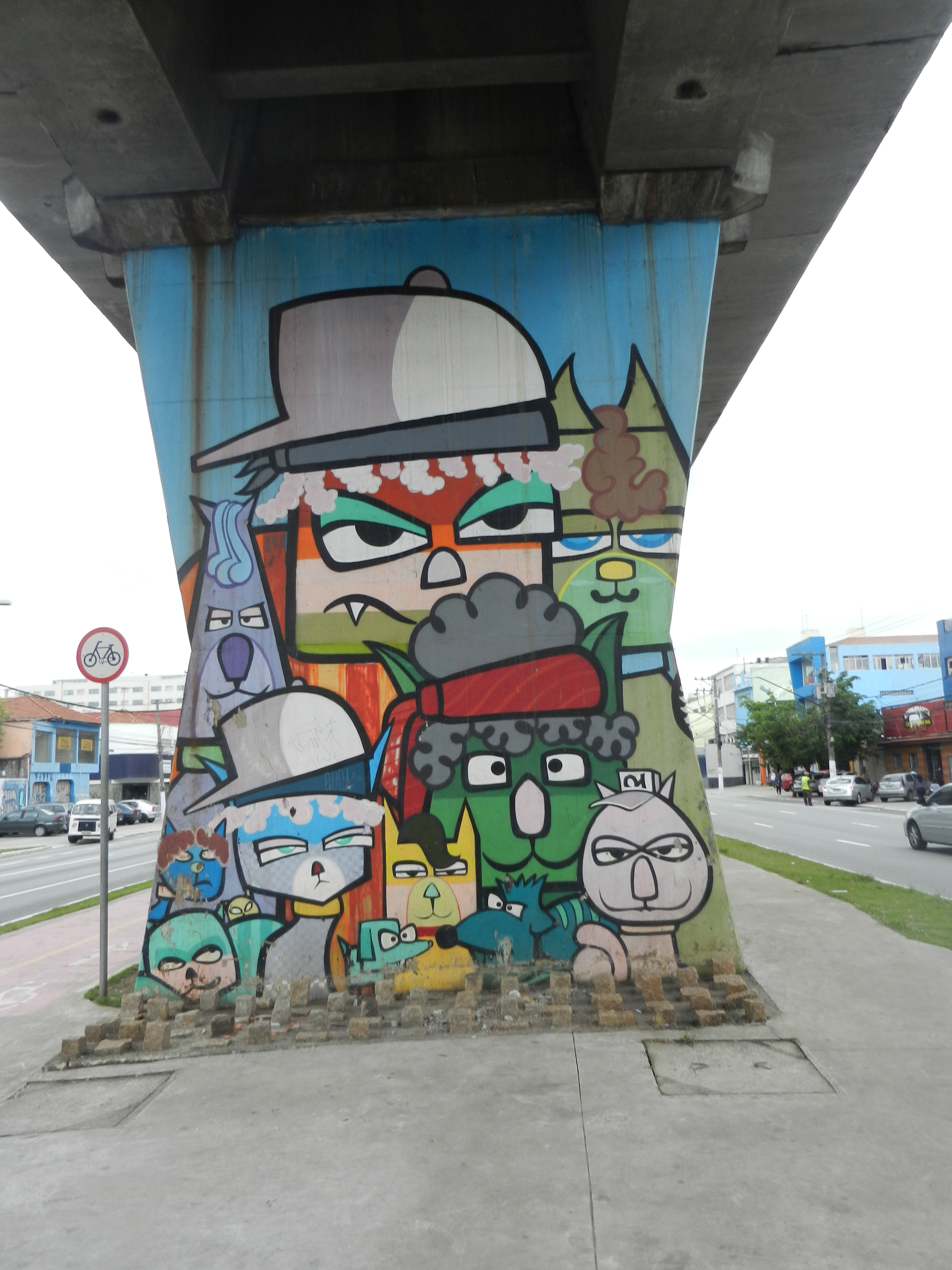
Desenho de Minhau

### Minhau
A artista Camila Pavanelli, mais conhecida como Minhau é uma artista urbana que desde a infância já pintava em sucata e cerâmica, em 2004 iniciou sua carreira com colagem de desenhos. Foi influenciada pelo artista Chivitz, que também participou ativamente da criação do museu. Minhau colore os muros da cidade grafitando gatos coloridos, como seu nome artístico sugere. Sua arte aparece em muitos lugares da cidade, como a estação da Luz e na rua Augusta. Atualmente, estuda culturas em fibra de vidro.

### Onesto
Conhecido como um artista primordial na história do grafiti brasileiro. Foi influenciado por filmes de hip hop dos anos 80 e quadrinhos, onde ele percebeu que a melhor forma de se expressar para ele seria pintando. É um artista convidado para exposições no mundo todo. Seu trabalho é focado na essência do estilo de vida do Brasil, combinando fantasia e aspectos místicos do desenho com sua paixão pelas ruas.

### Presto
Márcio da Penha, mais conhecido como Presto, iniciou sua vida no grafiti em São Paulo, na Zona Norte em 1996, onde mora e trabalha sua arte até hoje. Em suas pinturas, Presto cria um ambiente de personagens fantasiosos e folclóricos que ele mesmo cria e aperfeiçoa durante os anos. Sua principal intenção é mostrar que as ruas são vivas e devem pertencer aos moradores da cidade, e não ao governo. No tempo em que morou no Japão, Presto foi convidado pela embaixada brasileira para grafitar um muro do prédio.

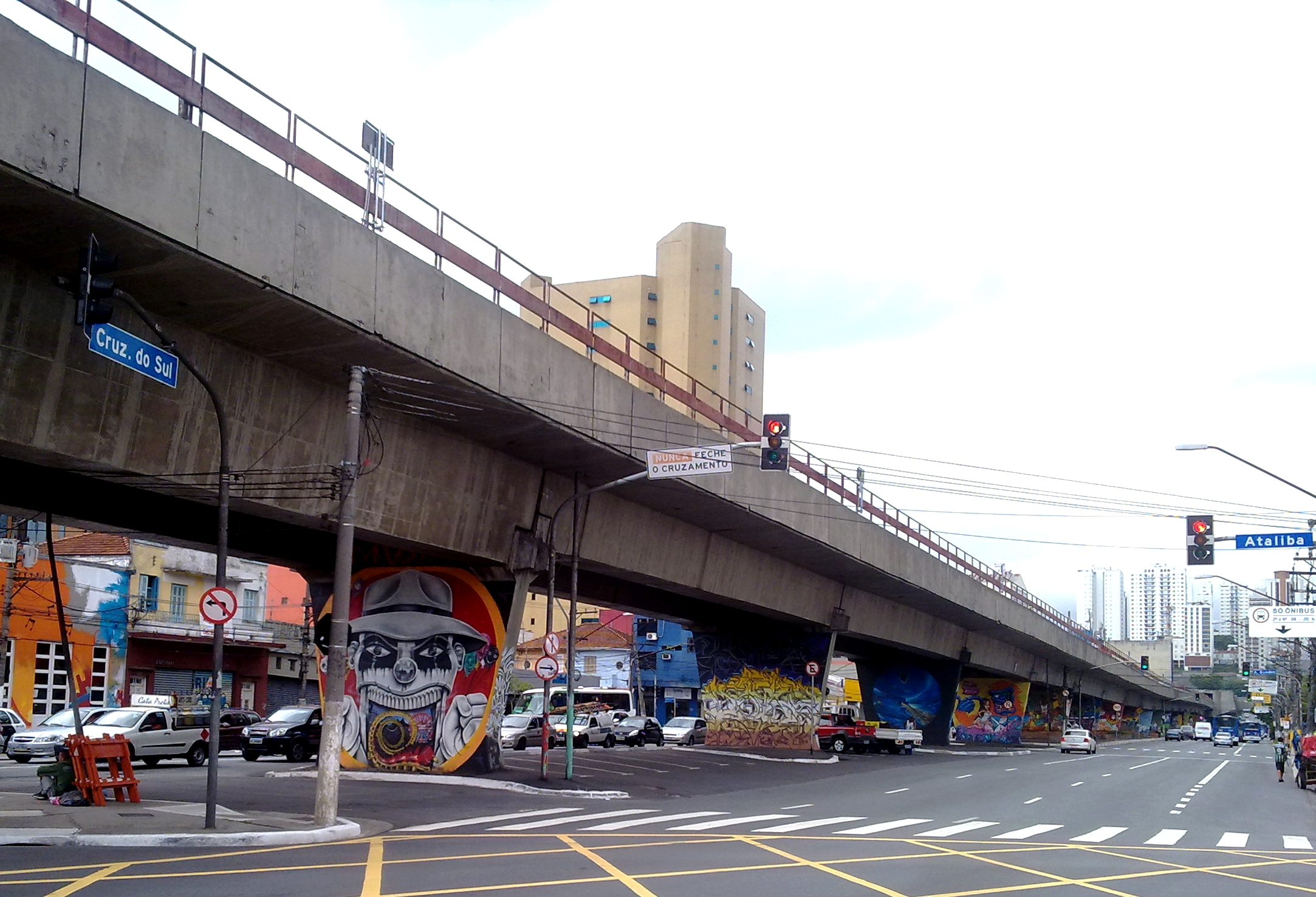
Desenho de Markone em destaque

### Markone
Começou na arte do Graffiti em 1995 com seu estilo próprio e sempre se adaptando ao espaço disponível. Faz parte da N.U.C, Neurose Urbana Crew, formada por ele, Chivitz e Marone, sendo um grupo que foi criado em 1999 com a intenção de criar arte a toda hora, incentivando e interagindo com as pessoas do grafiti, fidelizando assim ainda mais a arte em suas peles.

### Zezão
José Augusto Capela, mais conhecido como Zezão começou a aprender sobre street art nas ruas de São Paulo mas pelo lado negativo, a pichação. Sua assinatura era "vicio pif dst". E assim começou a desenvolver seu próprio estilo de escrita. Zezão cria as suas artes apenas em lugares abandonados e extremamente deteriorados, escombros de prédios abandonados, becos embaixo de viadutos ocupados por mendigos ou em corredores do sistema de águas pluviais de São Paulo.
Suas artes são constituídas de escritas bem desenvolvidas ou então por pinturas psicodélicas, e por falta de dinheiro Zezão costumava pedir restos de tintas de seus amigos para conseguir construir suas ideias.

### Crânio
De nome Fábio de Oliveira Parnaíba, nasceu em 1982. Cresceu na Zona Norte, local inclusive que recebe o Museu de Arte Urbana de São Paulo e é considerado um dos berços do grafiti na cidade, e isso tudo é considerado por Crânio sua maior influência. Utiliza muito a figura brasileira do índio, onde costuma fazer reflexões sobre questões bem atuais como meio ambiente e consumismo. Também usa de referência alguns desenhos e obras do pintor Salvador Dalí, mas sem nunca perder sua essência.

### Enivo
Teve sua primeira experiência com o grafitti aos 12 anos em 1998, desde então não parou de utilizar os muros da cidade como arte e através deles gerar uma grande expressão de sentimentos e também questionamentos. Suas técnicas e conceitos são compreendidos de maneira cíclica. Além de atuar nas ruas livremente e em um atelier, já fez campanhas publicitárias para muitas marcas e empresas além de decorar algumas casas e espaços. Enivo é graduado em artes plásticas pela Faculdade Paulista de Artes sendo também arte-educador de alguns jovens focados em produzir arte. É fundador da A7MA Galeria. 

## Galeria

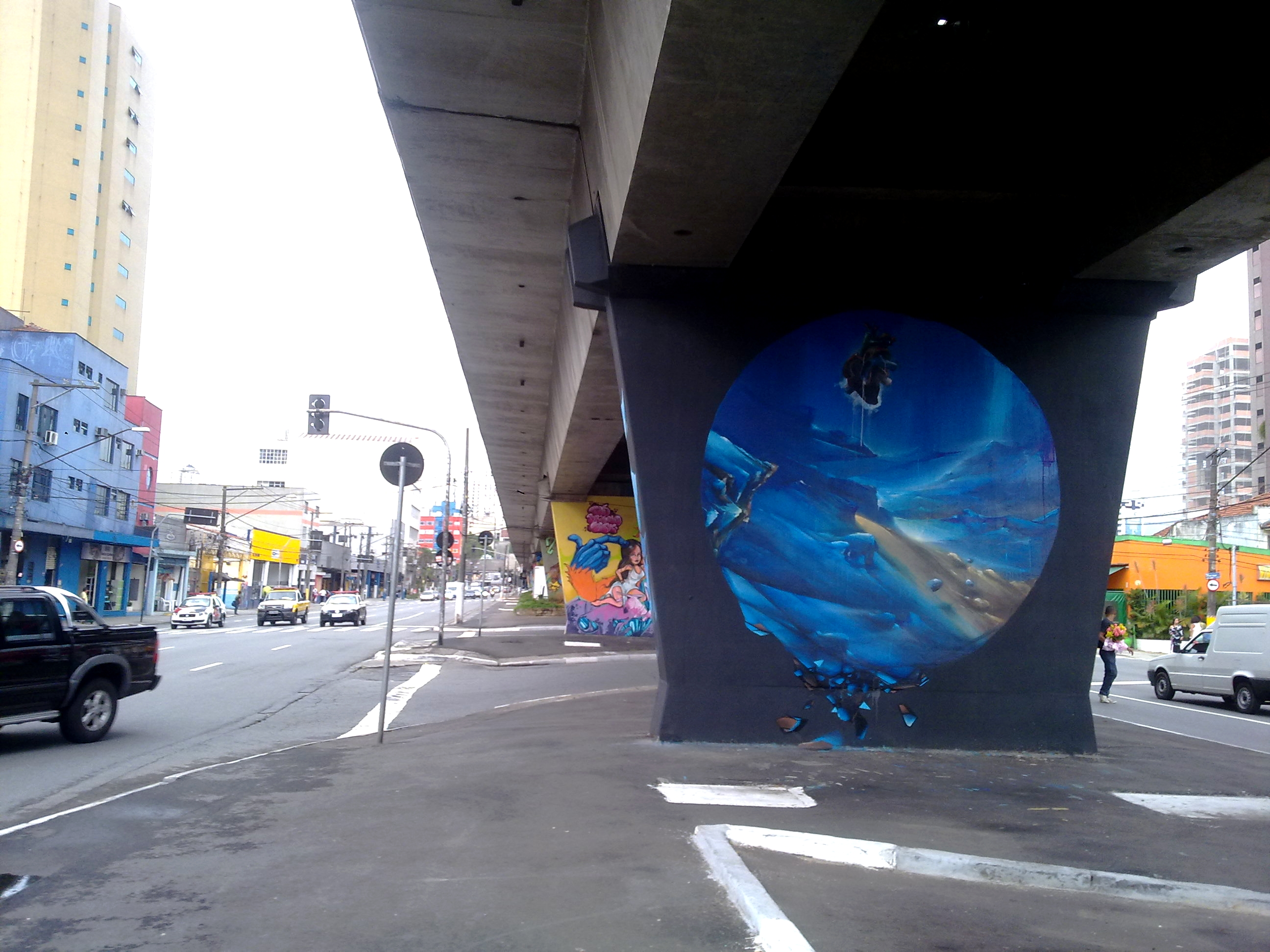
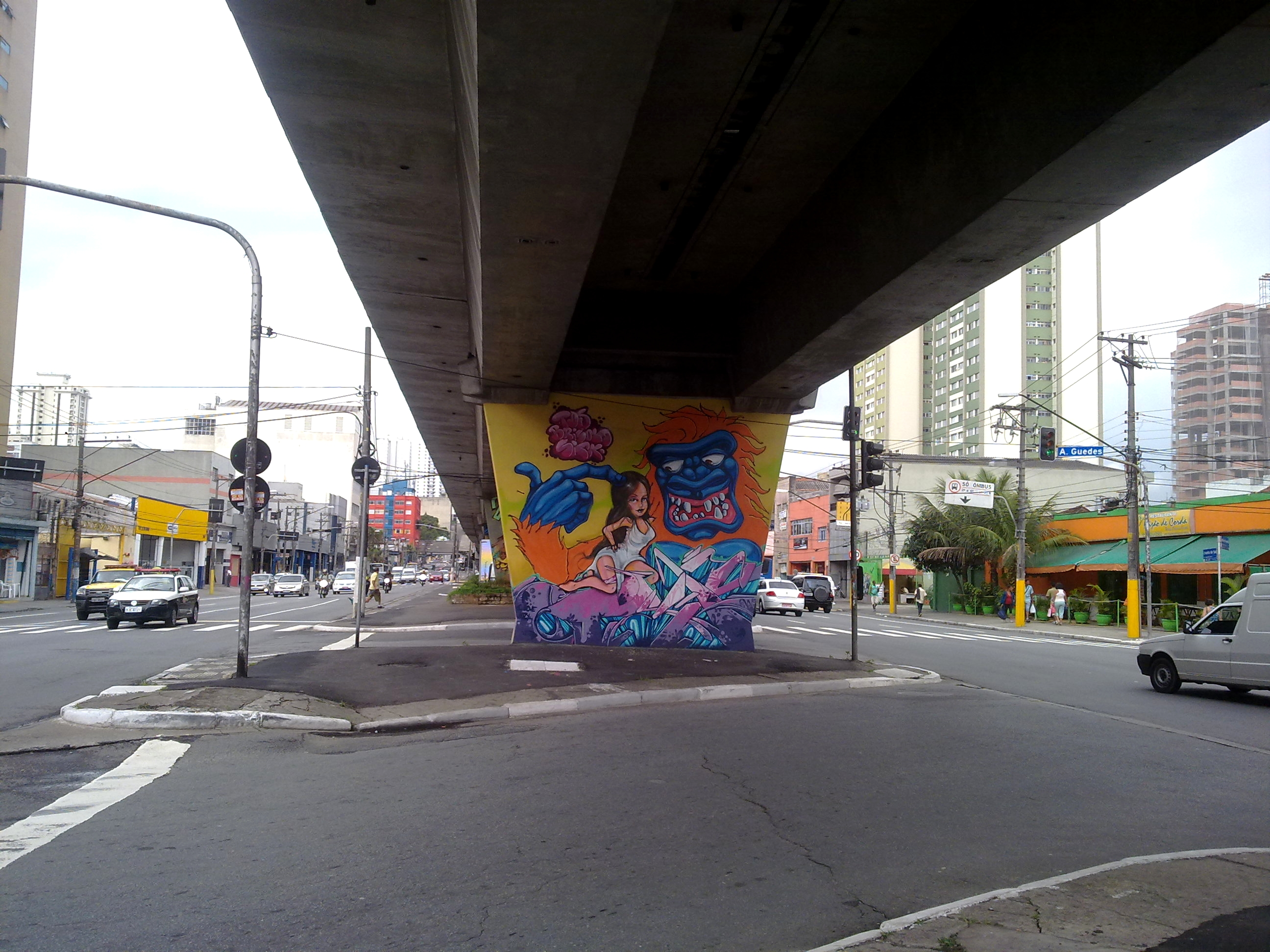
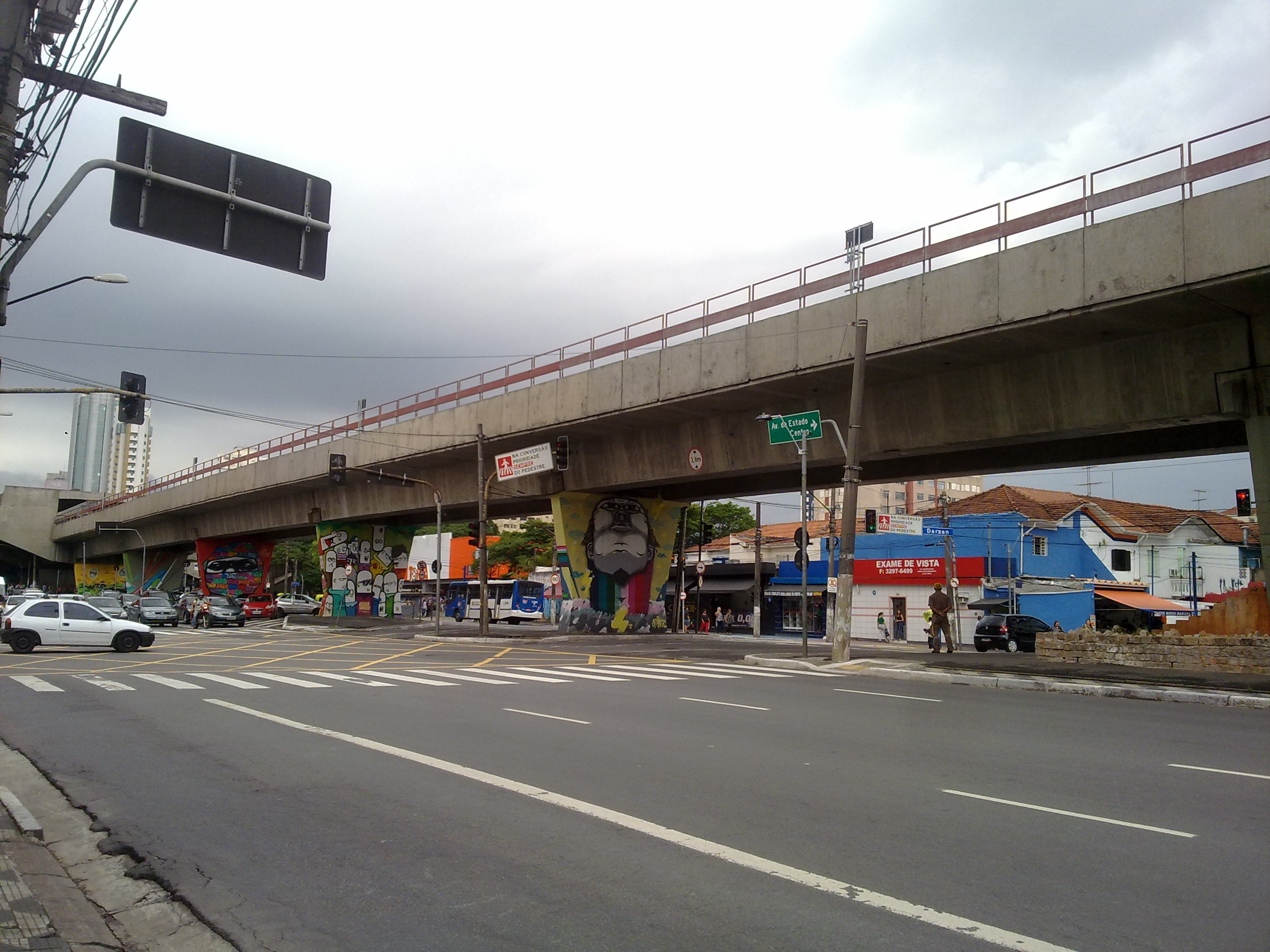
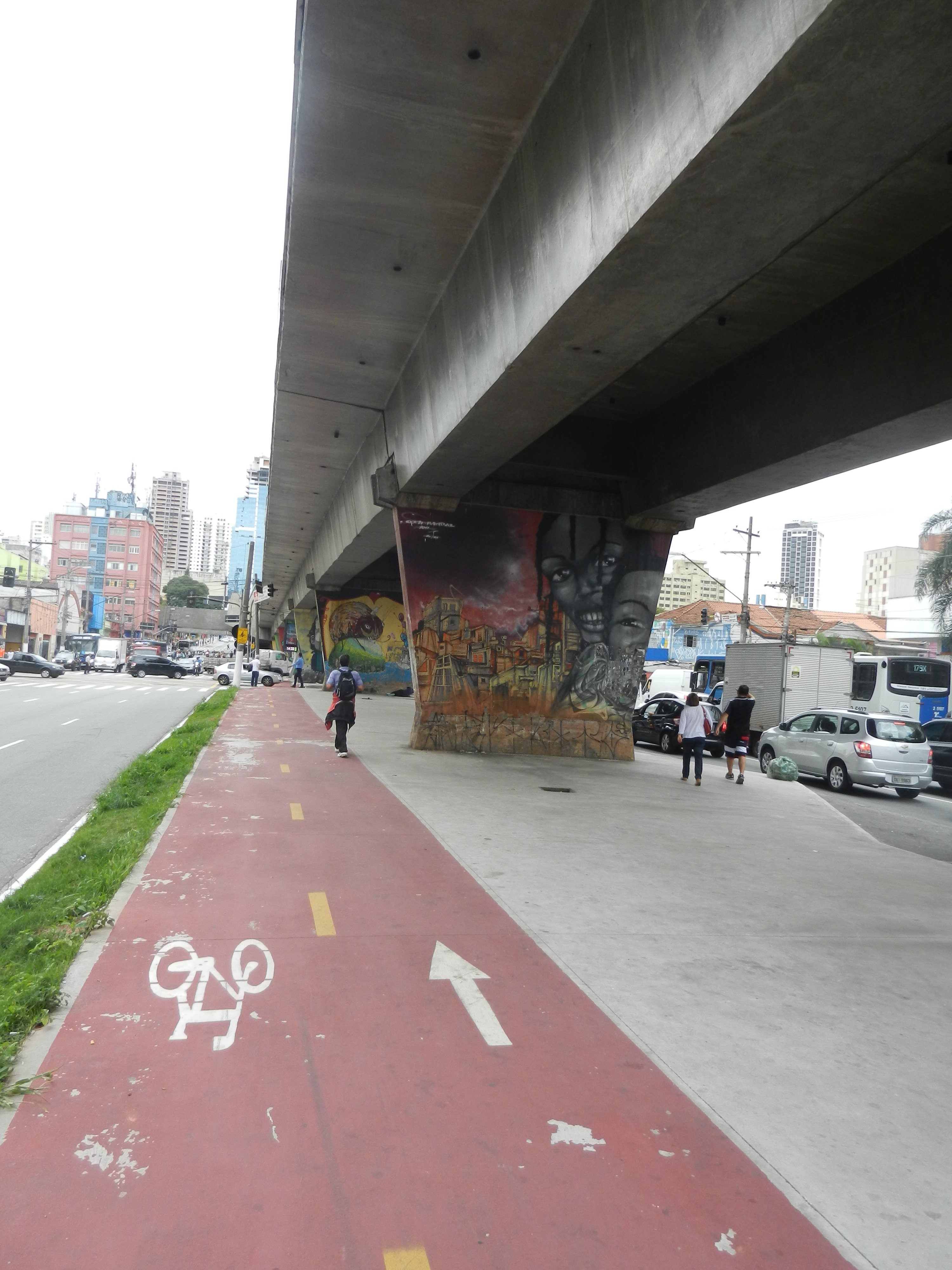
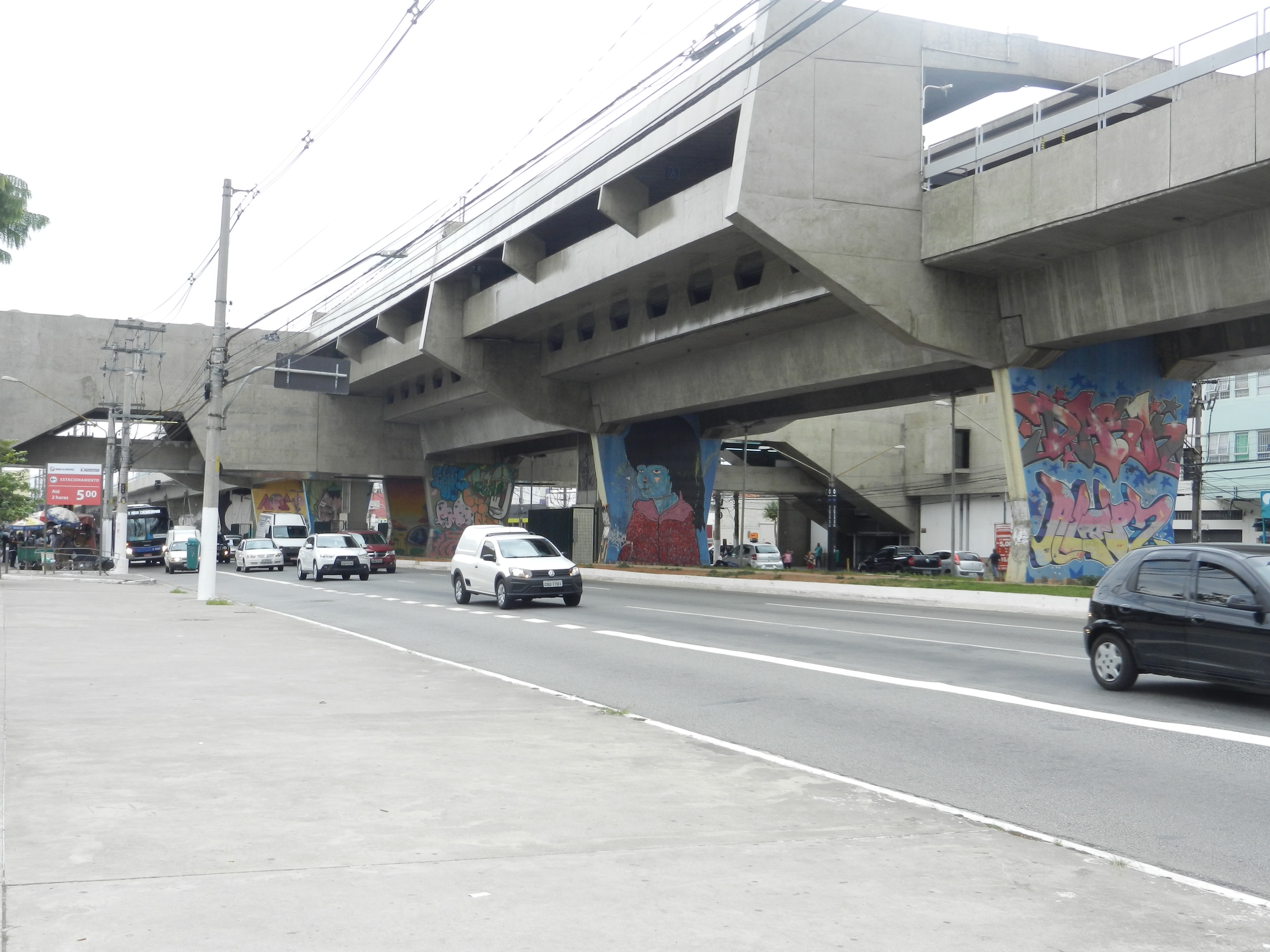
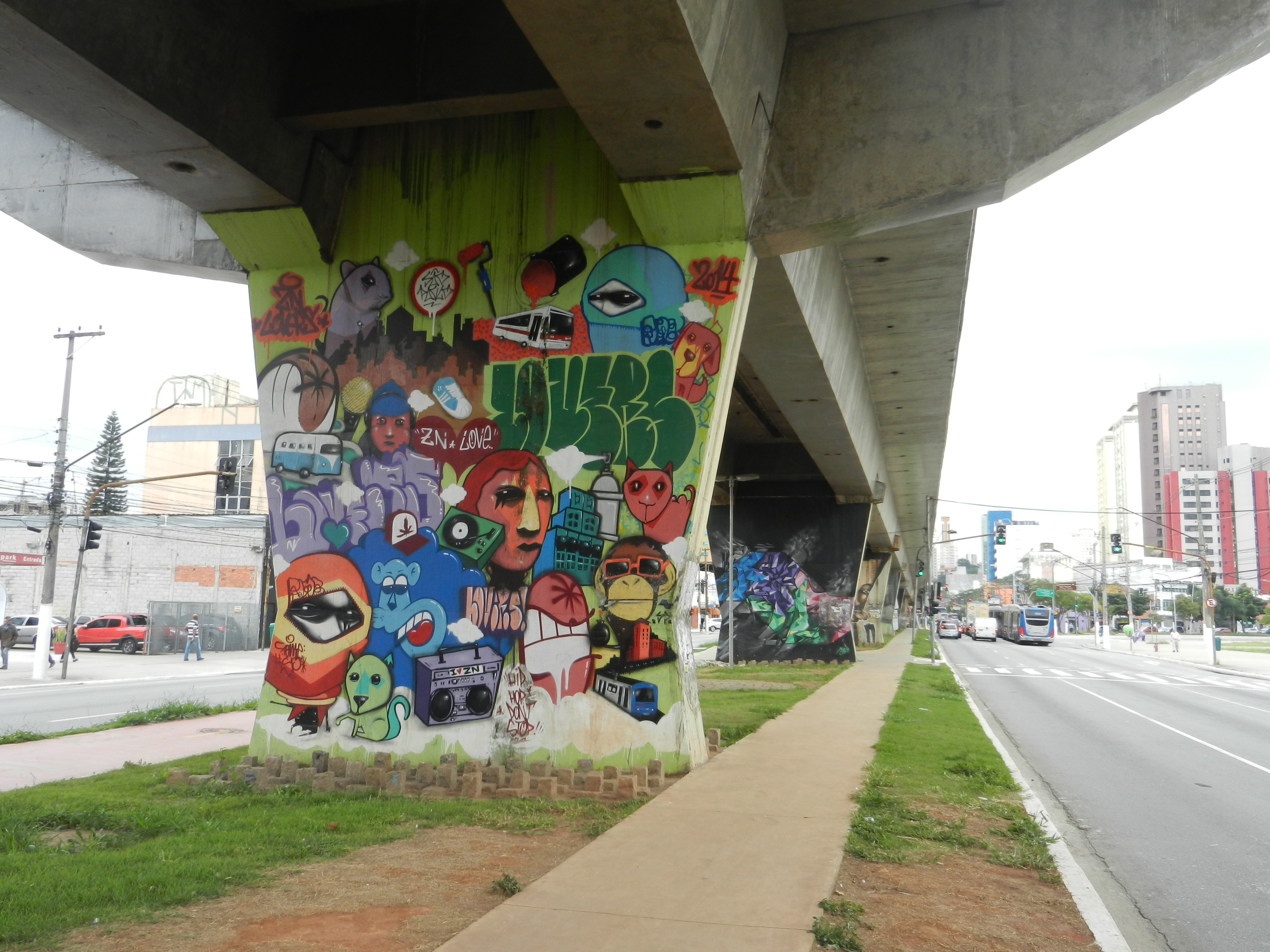
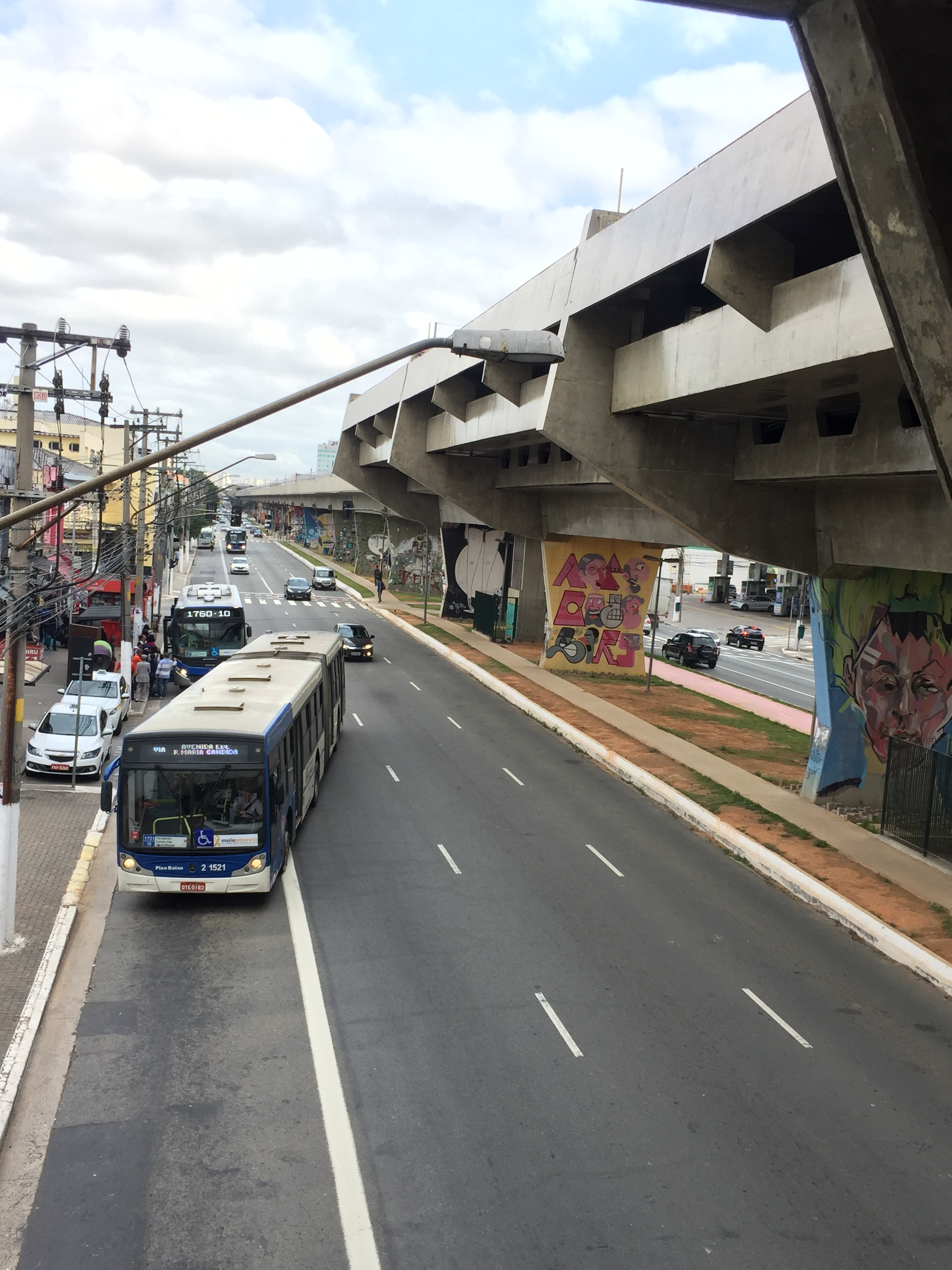
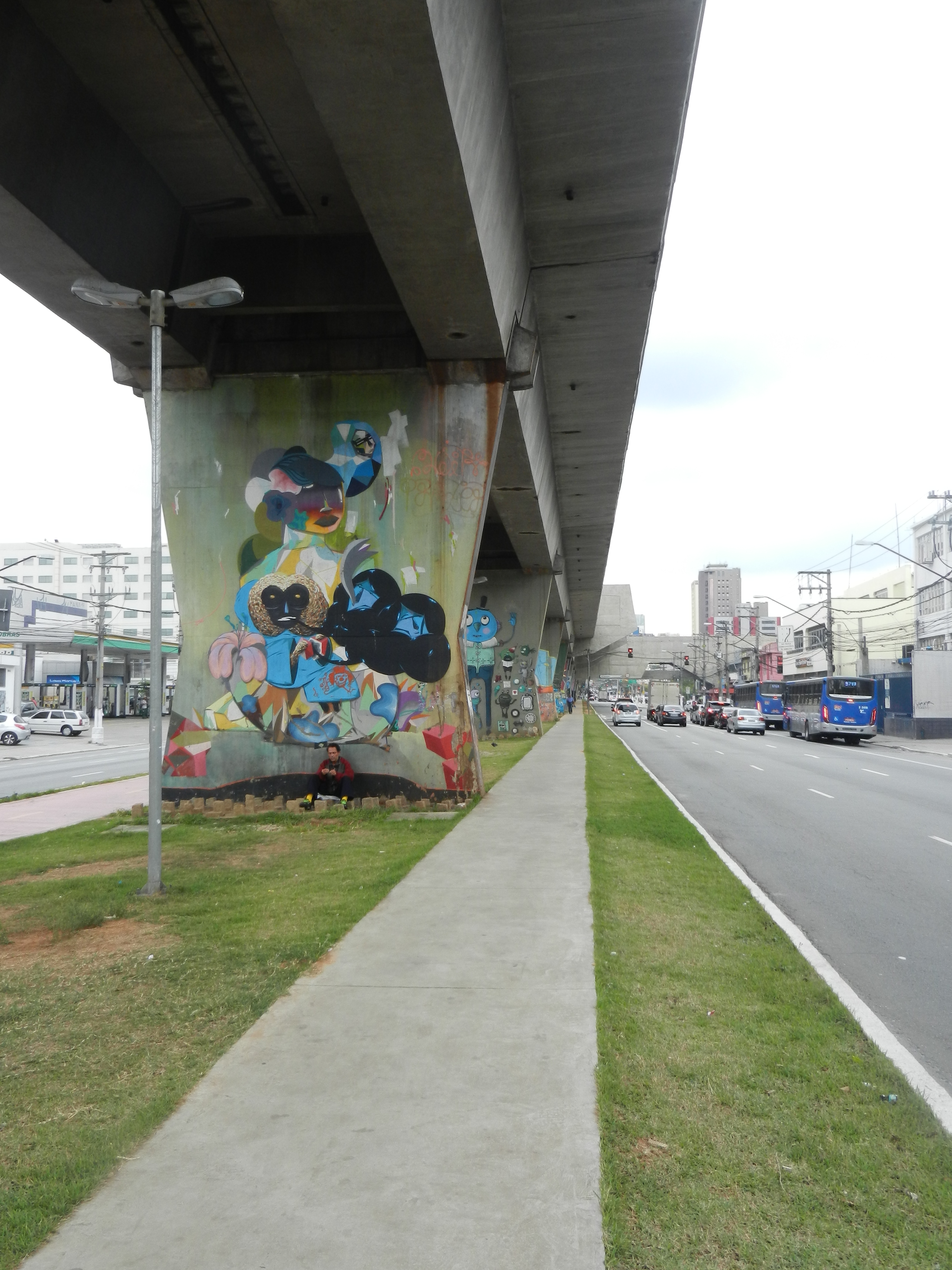
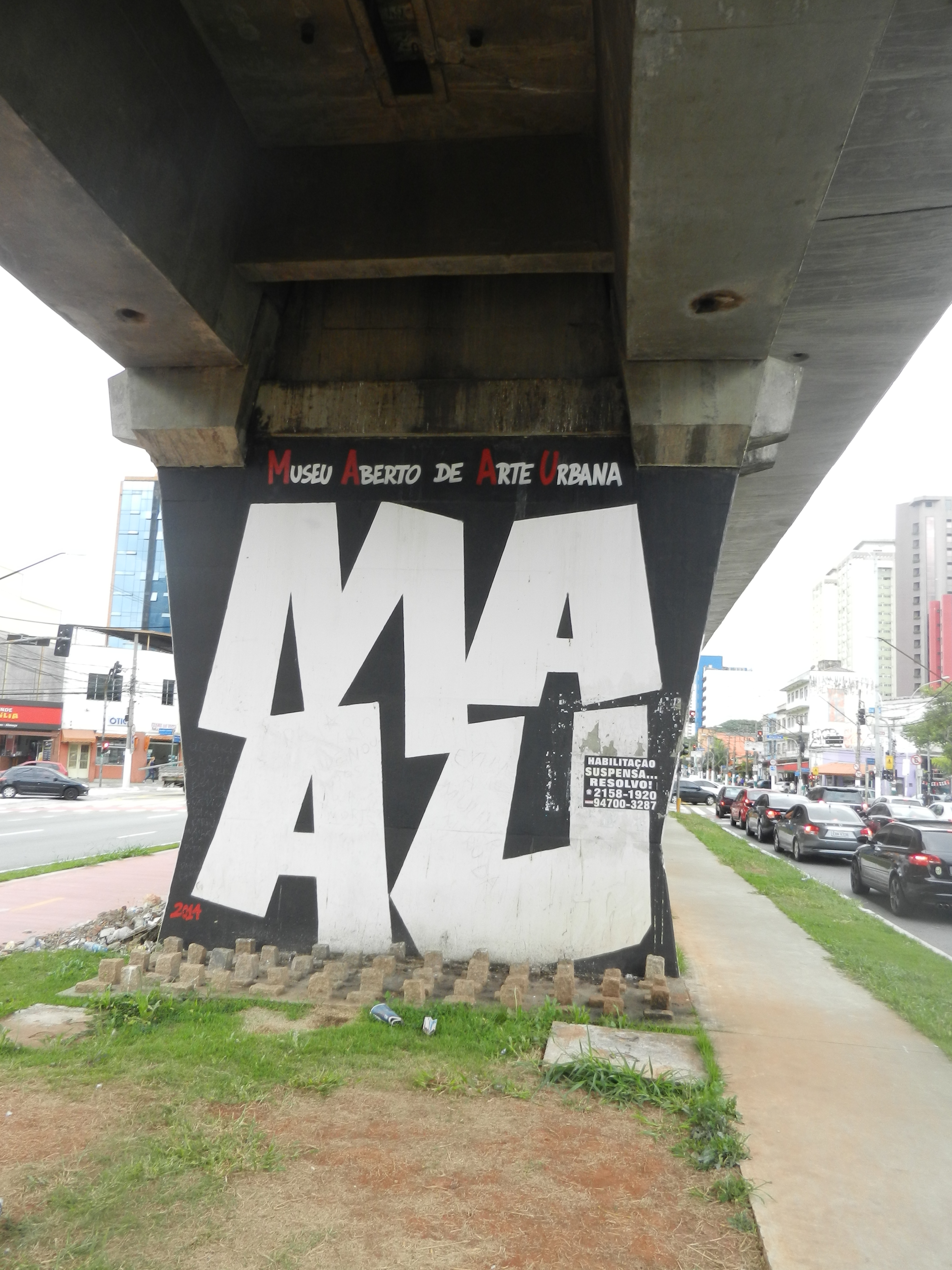
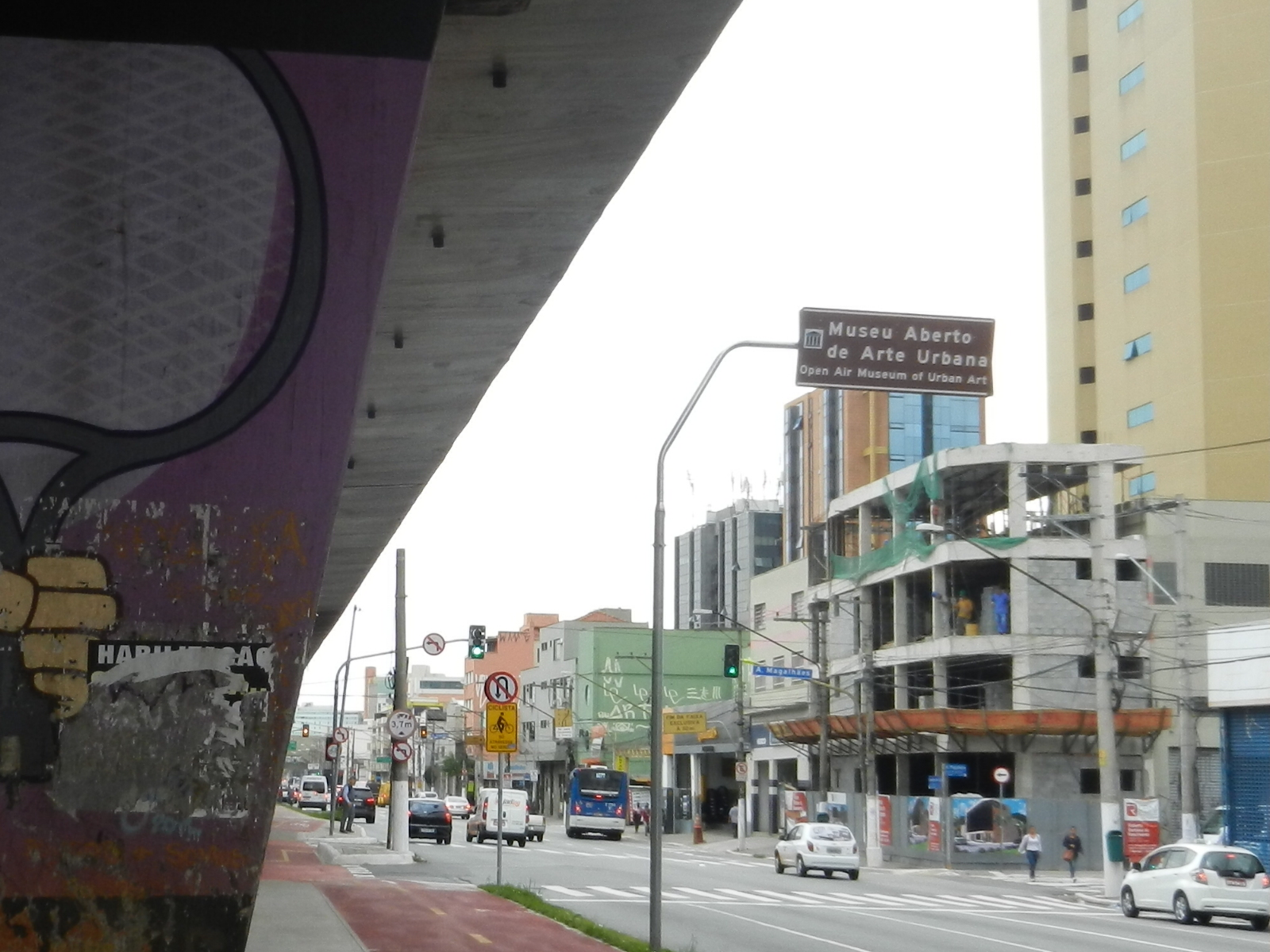

## Ver também

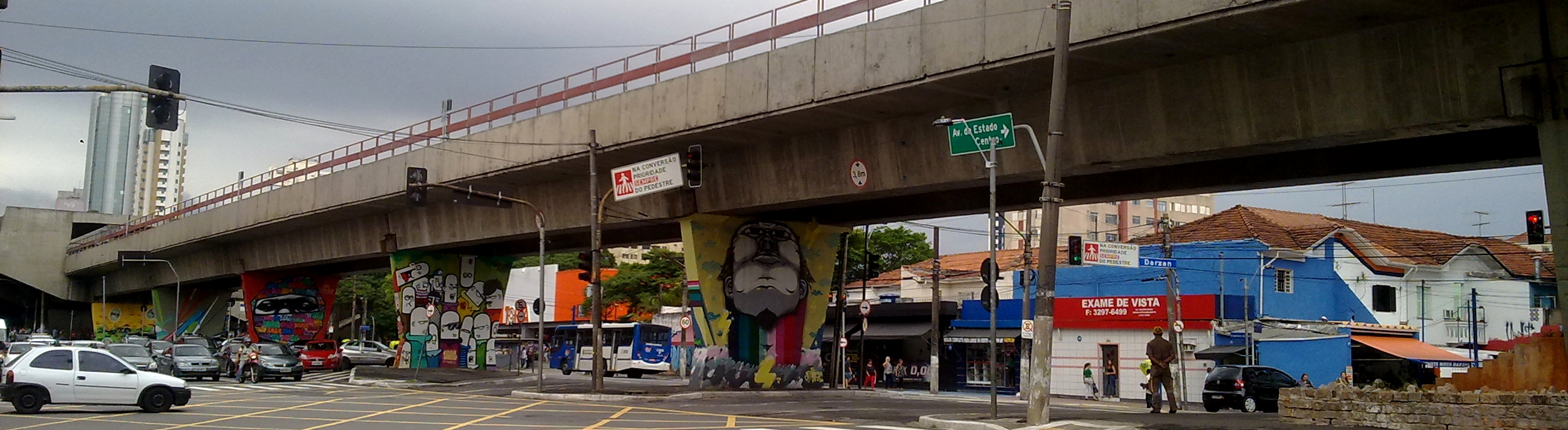
Panorama do museu.